# Last Day of School (film 1911)
Last Day of School è un cortometraggio muto del 1911 diretto da Sidney Olcott.

## Produzione
Il film fu prodotto dalla Kalem Company.

## Distribuzione
Fu distribuito dalla General Film Company.